# 裸の拍車

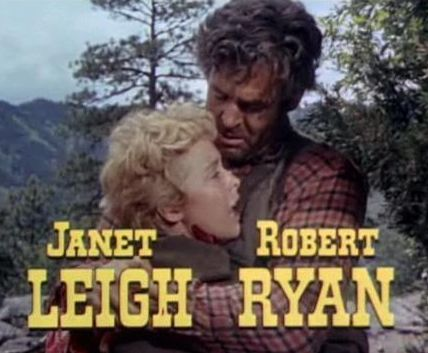
ジャネット・リー(左)とロバート・ライアン

『裸の拍車』（はだかのはくしゃ, 原題：The Naked Spur）は、1953年制作のアメリカ合衆国の西部劇映画。

## 概要
殺人犯を裁きにかけようとする賞金稼ぎが、信用できない見知らぬ2人の助けを受け入れざるを得なくなるという物語。
『ウィンチェスター銃'73』、『怒りの河』に続いてアンソニー・マン監督、ジェームズ・スチュアート主演で製作された。サム・ロルフとハロルド・ジャック・ブルームが脚本、ブロニスラウ・ケイパーが作曲し、撮影はウィリアム・C・メラー。コロラド州のデュランゴとサンファン山脈、カリフォルニア州ローンパインで撮影された。
1997年、アメリカ国立フィルム登録簿に登録された。

## あらすじ
1868年、コロラド州。ハワード・ケンプは、5千ドルの賞金を目当てに、保安官殺しのお訪ね者ベン・ヴァンダーグロートを追っていた。
ケンプは途中で出会った金鉱探しの老人ジェシー・テイトと元騎兵隊中尉のロイ・アンダーソンを仲間に引き入れる。そして、ベンが断崖の上に潜んでいるのを発見、3人は激闘の末ベンを捕らえたが、リナ・パッチという若い女がベンと一緒にいた。
ケンプはベンを1人で護送しようとしたが、ジェシーとロイが賞金のことを知って分配を主張してきたので、ケンプはやむなく承知し、5人で引き渡し場所まで向かうことになった。
ベンは3人が賞金のことで仲間割れするような案を考え、脱出の機会を狙っていた。そしてベンは狡猾に脱出するのだが…。

## キャスト
| 役名                     | 俳優                     | 日本語吹替 |
| ------------------------ | ------------------------ | ---------- |
| ハワード・ケンプ         | ジェームズ・スチュアート | 浦野光     |
| リナ・パッチ             | ジャネット・リー         | 姫ゆり子   |
| ベン・ヴァンダーグロート | ロバート・ライアン       | 羽佐間道夫 |
| ロイ・アンダーソン       | ラルフ・ミーカー         | 中田浩二   |
| ジェシー・テイト         | ミラード・ミッチェル     | 相模太郎   |

- 日本語吹替：初回放送1969年10月23日 東京12チャンネル『木曜洋画劇場』